# Paectes fijiensis
Paectes fijiensis là một loài bướm đêm trong họ Noctuidae.